# Scudilo
Scudilo (lateinisch Scudilo, altgriechisch Σκοδιλών, alamannisch *Skudilo „Kleiner Schütze“) war ein alamannischer Krieger, der im römischen Heer unter Kaiser Constantius II. diente.
Falls Scudilo mit dem in den von Zosimos erwähnten „Skolidoas“ identisch ist, diente er bereits 351 als Tribun im römischen Heer. 354 jedenfalls ist er im Geschichtswerk des Ammianus Marcellinus sicher als rector scutariorum (Tribun der Scutarii, einer kaiserlichen Leibwächtertruppe) des Kaisers Constantius II. belegt. Dieser zog in diesem Jahr mit einem Heer von Mailand an den Rhein mit der Absicht, bei Augusta Raurica den Fluss zu überqueren und ins Gebiet der Brüder Vadomar und Gundomad einzufallen. Die Alamannen verhinderten jedoch den Brückenschlag. Ortskundige Führer zeigten den Römern daraufhin eine Furt, an der das rechtsrheinische Gebiet leichter zu erreichen sei. Aber auch hier gelang es dem römischen Heer nicht, den Fluss zu überqueren. Trotz seines hohen Ansehens wurde er verdächtigt, zusammen mit Agilo und Latinus den alamannischen König Vadomar über die geplante Route des römischen Heers in Kenntnis gesetzt zu haben. Obwohl die Alamannen also die Römer am Übersetzen hindern konnten, handelten sie mit ihnen einen Friedensvertrag aus, möglicherweise wegen schlechter Vorzeichen.
Nach der Rückkehr des Heeres nach Italien wurde Scudilo nach Antiochia am Orontes geschickt, um den Caesar Constantius Gallus dazu zu bewegen, an den Hof des Constantius II. zu kommen. Die beiden Herrscher standen in tiefem Konflikt und Constantius II. wollte seinen Cousin Gallus auf diese Weise ausschalten. Tatsächlich gelang es Scudilo, ihn zum Aufbruch in den Westen zu überreden, wo ihn Constantius II. in Pula ermorden ließ. Kurz darauf starb auch Scudilo an einem Blutsturz, der Ammianus Marcellinus zufolge durch einen „Leberkatarrh“ (destillatione iecoris) hervorgerufen worden sei. Es ist möglich, dass sich hinter dieser Bezeichnung in Wirklichkeit eine Lungenentzündung verbirgt; außerdem wurde vermutet, dass ein Abschreibefehler in den erhaltenen Handschriften vorliegt und Ammianus ursprünglich von einem „Lungenkatarrh“ (destillatio pectoris) geschrieben habe.